# Kabiné Komara
Kabiné Komara (8 marzo 1950) è un politico guineano.
È stato Primo ministro della Guinea dal dicembre 2008 al gennaio 2010.
Colpo di Stato del 2021
Nell'ottobre 2021, Kabiné Komara porta il suo sostegno alla giunta che ha compiuto un colpo di stato in Guinea.
Kabiné Komara si è laureato all'HEC Paris.